# Madelem Chico
Madelem Chico Velasco (Cali, Colombia, 17 de agosto de 1996) es una ciclista colombiana de Paracycling, categoría C20, y especialista en las pruebas de Persecución Individual y 500 m detenidos en la Pista, como también en Contrarreloj Individual (CRI) y Fondo, en la modalidad de Ruta. Ganó la medalla de oro en las pruebas de CRI y de Ruta, categoría C20 en los Juegos Deportivos Nacionales, Bolívar 2019. Además, fue campeona de las pruebas: 1500 m en Persecución Individual y 500 m Detenidos, en el Campeonato Nacional de Paracycling, Bogotá 2019.  

## Biografía
Madelem empezó a practicar ciclismo a los 15 años, gracias a su hermana, que en esa época era ciclista recreativa y la incentivó a salir a montar bicicleta con ella. Poco después, el entrenador Álvaro Páramo, reconoció su potencial y dio inicio a su formación profesional como ciclista. Su primera carrera fue el clasificatorio para Juegos Nacionales en Barranquilla, en el año 2012. Allí Madelem corrió las pruebas de pista (500 m, y Persecución Individual) y las de ruta (CRI y Fondo), quien sin tener experiencia, se llevó las cuatro medallas de oro. En noviembre de ese mismo año, participó en los juegos Nacionales de Popayán corriendo las mismas pruebas, en las que de nuevo subió a lo más alto del podio.
En el 2015, las competencias de pista y ruta paralímpica se llevaron a cabo en Chocó y Tolima, y en ellas también ganó oro en las cuatro modalidades. En Bogotá, en el año 2016, corrió nuevamente ruta y contrarreloj, en un recorrido por la represa de La Calera y pista en el velódromo de Bogotá. En el 2018 solo hubo de ruta en Cali, y allí también fue campeona.
En los Juegos Nacionales del Bicentenario, Bolívar 2019, participó en las pruebas de Ruta, que se celebraron en Cartagena y donde se llevó de nuevo la presea dorada tanto en la prueba de fondo como en la CRI.
En la Vuelta al Valle Virtual la competencia se llevó a cabo en cuatro etapas, donde participó desde su casa, en rodillos y con conexión por zoom.   En esta competencia ocupó el cuarto puesto en la categoría de Rodillo de Equilibrio.
En el ciclismo de paracycling, a nivel de Colombia, no existen muchas carreras al año, por lo que en general, solo corre una vez al año en el Campeonato Nacional. A esto se suma, que su categoría no está avalada a nivel internacional, por lo cual no hay un equipo que pueda representar al país en certámenes internacionales.

## Palmarés
2020
- I Vuelta al Valle Virtual[8]
  - 4o. Puesto en la categoría Rodillo de Equilibrio

2019
- V Juegos Deportivos Paranacionales, Bolívar 2019
  -  en Ruta Femenina C20
  -  en Contra Reloj Individual Femenina C20[9]
- Campeonato Nacional de Paracycling, Bogotá 2019[10]
  -  Pista 1500 metros Persecución Individual Femenina C20
  -  Pista 500 metros Femenina C20

2015
- IV Juegos Deportivos Paranacionales, Valle y Tolima
  -  Pista 500 metros Femenina C20[11]

- Campeonato Nacional de Paracycling, Bogotá 2015
  -  Pista 2000 metros Persecución Individual Femenina C20
  -  Contra Reloj Individual Femenina C20

2012
- III Juegos Deportivos Paranacionales,  Cauca y Norte de Santander
  -  Pista 500 metros Femenina C20